# Horváthertelend
Horváthertelend là một thị trấn thuộc hạt Baranya, Hungary. Thị trấn này có diện tích 5,36 km², dân số năm 2010 là 82 người, mật độ 15 người/km².